# Daniel Zovatto
Daniel Zovatto (* 28. Juni 1991 in San José) ist ein costa-ricanischer Filmschauspieler.

## Leben
Daniel Zovatto wurde 1991 in der costa-ricanischen Hauptstadt San José geboren. Nach seinem Umzug nach New York City verfolgte er zunächst eine Theaterkarriere.

## Filmografie
- 2013: Beneath
- 2013: Innocence
- 2014: Marvel’s Agents of S.H.I.E.L.D. (Fernsehserie, 1 Folge)
- 2014: Grow Up!? – Erwachsen werd’ ich später
- 2014: It Follows
- 2014: Revenge (Fernsehserie, 3 Folgen)
- 2015: Brooklyn Animal Control (Fernsehserie, 1 Folge)
- 2016: From Dusk Till Dawn (Fernsehserie, 1 Folge)
- 2016: The Deleted (Fernsehserie, 7 Folgen)
- 2016: Fear the Walking Dead (Fernsehserie, 3 Folgen)
- 2016: Don’t Breathe
- 2017: Dimension 404 (Fernsehserie, 1 Folge)
- 2017: Lady Bird
- 2017: Newness
- 2018: Here and Now (Fernsehserie, 10 Folgen)
- 2019: Heavy
- 2019: Vandal
- 2020: Penny Dreadful: City of Angels (Fernsehserie, 10 Folgen)
- 2021–2022: Station Eleven (Fernsehserie, 10 Folgen)
- 2023: The Pope’s Exorcist
- 2023: Woman of the Hour